# Stictoporella frondosa
Stictoporella frondosa is een mosdiertjessoort uit de familie van de Stictoporellidae. De wetenschappelijke naam van de soort is voor het eerst geldig gepubliceerd in 1894 door Pocta.